# Chińskie Tajpej na Zimowych Igrzyskach Olimpijskich 2014
Chińskie Tajpej na Zimowych Igrzyskach Olimpijskich 2014 – kadra sportowców reprezentujących Tajwan na igrzyskach w 2014 roku w Soczi. Kadra liczyła 3 sportowców.

## Skład reprezentacji

### Łyżwiarstwo szybkie

#### Mężczyźni
- Sung Ching-yang

| Zawodnik        | Konkurencja | Wyścig 1. | Wyścig 1. | Wyścig 2. | Wyścig 2. | Finał   | Finał   |
| Zawodnik        | Konkurencja | Czas      | Miejsce   | Czas      | Miejsce   | Czas    | Miejsce |
| --------------- | ----------- | --------- | --------- | --------- | --------- | ------- | ------- |
| Sung Ching-yang | 500 m       | 35,732    | 31.       | 35,63     | 33.       | 71,362  | 33.     |
| Sung Ching-yang | 1000 m      | —         | —         | —         | —         | 1:13,79 | 40.     |

### Saneczkarstwo

#### Mężczyźni
- Lien Te-an

| Konkurencja      | Zawodnik   | 1. przejazd | 1. przejazd | 2. przejazd | 2. przejazd | 3. przejazd | 3. przejazd | 4. przejazd | 4. przejazd | Suma     | Suma    |
| Konkurencja      | Zawodnik   | Czas        | Miejsce     | Czas        | Miejsce     | Czas        | Miejsce     | Czas        | Miejsce     | Czas     | Miejsce |
| ---------------- | ---------- | ----------- | ----------- | ----------- | ----------- | ----------- | ----------- | ----------- | ----------- | -------- | ------- |
| Jedynki mężczyzn | Lien Te-an | 1:02,961    | 39.         | 55,315      | 39.         | 55,287      | 38.         | 54,528      | 39.         | 3:48,091 | 39.     |

### Short track

#### Mężczyźni
- Mackenzie Blackburn

| Zawodnik            | Konkurencja | Bieg     | Bieg    | Ćwierćfinał | Ćwierćfinał | Półfinał | Półfinał | Finał | Finał   |
| Zawodnik            | Konkurencja | Czas     | Miejsce | Czas        | Miejsce     | Czas     | Miejsce  | Czas  | Miejsce |
| ------------------- | ----------- | -------- | ------- | ----------- | ----------- | -------- | -------- | ----- | ------- |
| Mackenzie Blackburn | 500 m       | 42,337   | 3.      | NQ          | NQ          | NQ       | NQ       | NQ    | 23.     |
| Mackenzie Blackburn | 1000 m      | 1:26,814 | 3.      | NQ          | NQ          | NQ       | NQ       | NQ    | 23.     |